# Morgan Avenue (Canarsie Line)
Morgan Avenue is een station van de Metro van New York aan de Canarsie Line in het stadsdeel Brooklyn.